# Scarlet Witch
Scarlet Witch (la Bruixa Escarlata a mode no oficial en català) és una superheroïna de ficció que apareix en els comic books estatunidencs publicats per Marvel Comics. El personatge va ser creat pel guionista Stan Lee i pel dibuixant Jack Kirby, apareixent per primera vegada a The X-Men núm. 4 publicat el 3 de gener de 1964 (data de portada març de 1964) durant l'Edat de Plata dels còmics. En un principi va ser presentada com una superdolenta, juntament amb el seu germà bessó Quicksilver, com un membre fundador de la Brotherhood of Mutants. En la majoria de representacions és retratada com una mutant, un membre d'una subespècie fictícia d'humans nascuts amb habilitats sobrehumanes, i, durant gran part de la història del personatge, va ser considerada filla del mutant Magneto. Scarlet Witch posseeix habilitats per a canviar la realitat de maneres no especificades i és una poderosa bruixa. Scarlet Witch més tard seria representada com a membre recurrent de l'equip de superherois Avengers. També es va convertir en l'esposa del seu company d'equip Vision, amb el qual va tindre dos fills, Thomas i William.

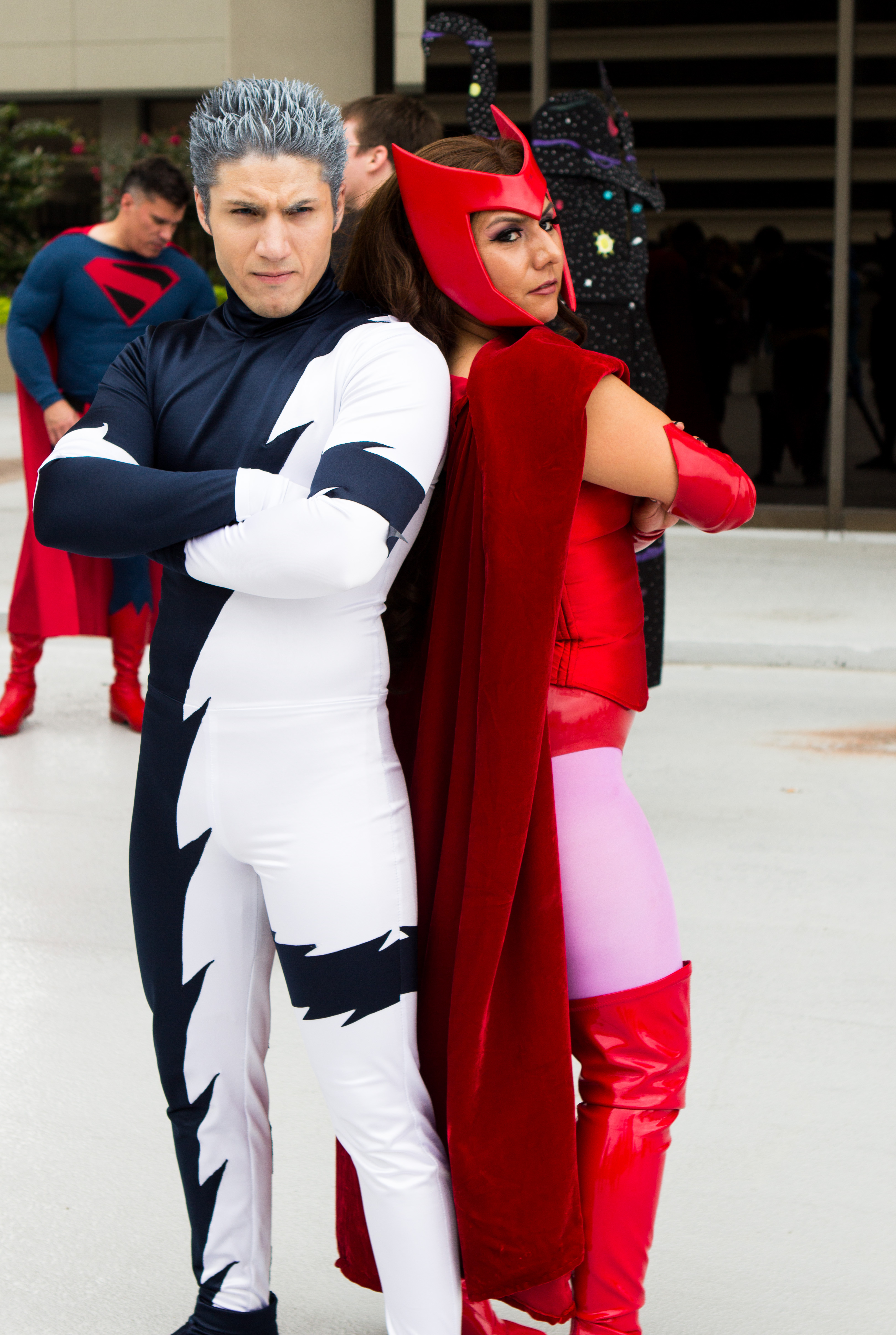
Wanda i el seu germà Pietro/Quicksilver (cosplay)

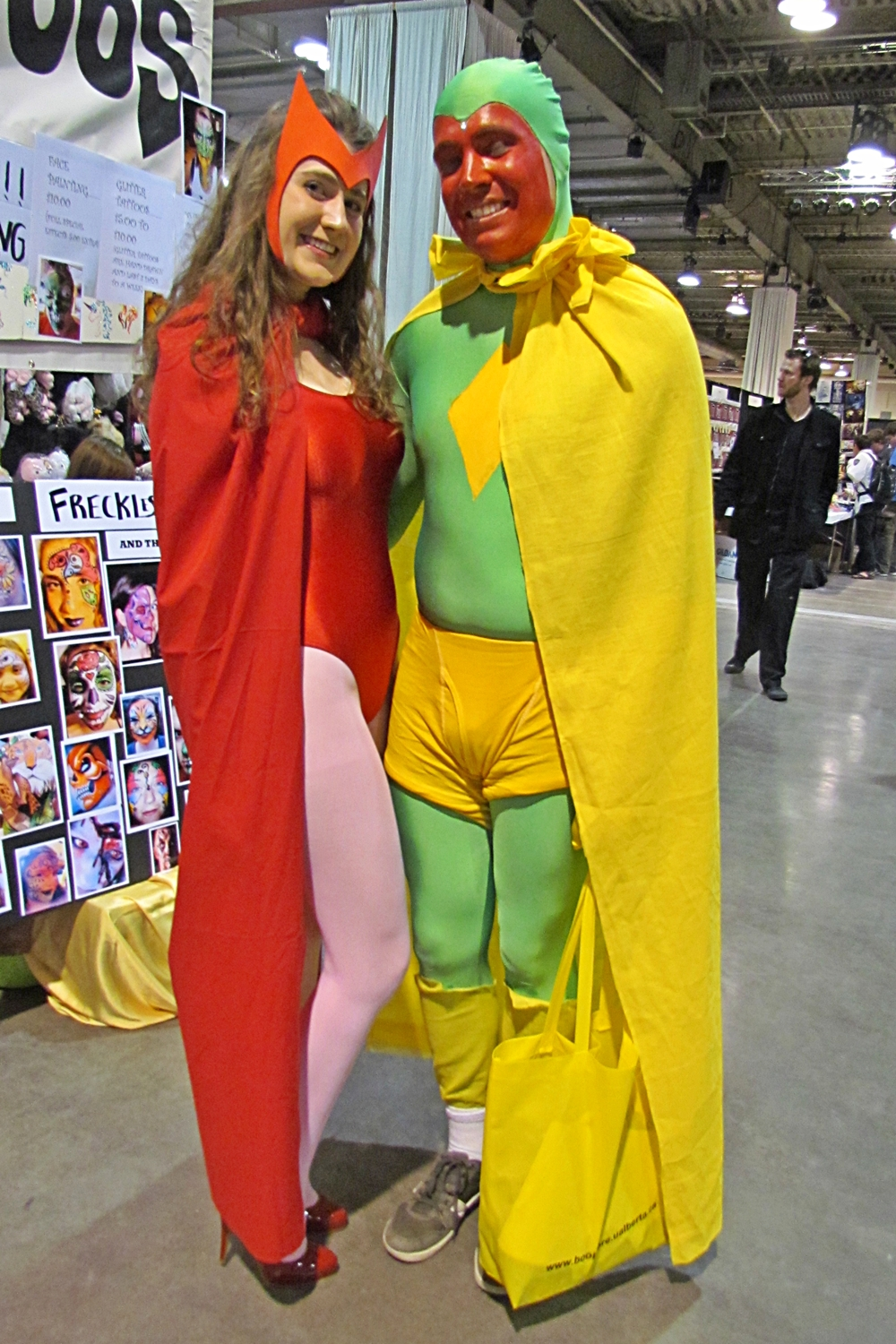
La primera aparició de la Scarlet Witch va ser en la portada X-Men nº4 (març de 1964). Foto de disfresses feta a un Calgary Comic and Entertainment Expo celebrat al BMO Centre, Calgary, Alberta, el Canadà.

El rerefons i els parents del personatge s'han canviat més d'una vegada. Va ser representada en els 70 com la filla del superheroi de l'Edat Daurada dels còmics Whizzer, un canvi retcon en els 80 situava Scarlet Witch i Quicksilver com la descendència desconeguda del superdolent Magneto. Nascuts d'una esposa oblidada de Magneto a Transia, Scarlet Witch i el seu germà són deixats a càrrec d'uns pares adoptius gitanos i ella en concret acaba rebent el nom de Wanda Maximoff (també anomenada Wanda Frank quan el Whizzer era considerat el seu pare). Un altre canvi contradictori en els 2010 va revelar que ells no eren mutants sinó que van ser segrestats i utilitzats com a subjectes d'experimentació genètica per part del High Evolutionary, i que més tard els van fer creure que Magneto era el seu pare.
Al marge de protagonitzar dues sèries limitades pròpies, el personatge apareix en pel·lícules d'animació, sèries animades de televisió, videojocs com també en altre marxandatge de Marvel. Scarlet Witch va ser interpretada per Elizabeth Olsen en les pel·lícules Captain America: The Winter Soldier (2014), Avengers: Age of Ultron (2015), Captain America: Civil War (2016), Avengers: Infinity War (2018), i Avengers: Endgame (2019) del Marvel Cinematic Universe. Elizabeth Olsen va reprendre el seu paper en la sèrie de Disney+ WandaVision (2021) i serà un dels personatges centrals en el film Doctor Strange in the Multiverse of Madness (2022).